# Gränö, Haninge kommun

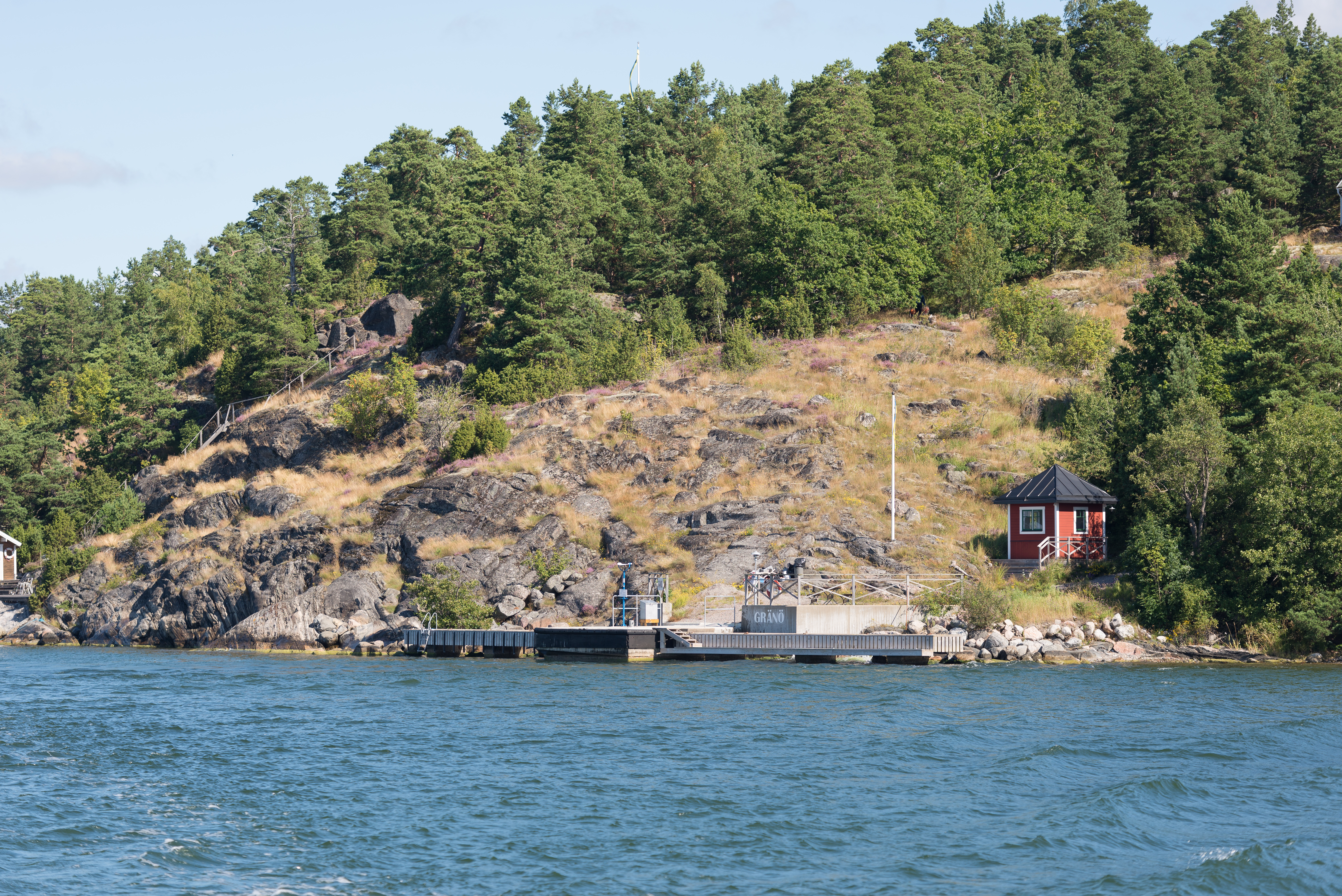
Gränö brygga i augusti 2015.

Gränö är en ö drygt en sjömil norr om Smådalarö i Haninge kommun.

## Historia
De äldsta dokumenten om Gränö är Lantmäteriets arealmätning från 1710 över Dalarö socken som visar att det fanns en gård på Gränö. Efter ryssarnas plundring av ön 1719 redovisade bonden Per Olofson på Gränö en förlust motsvarande den ansenliga summan 10 200 daler. På 1720-talet uppfördes det en sjökrog på öns västra sida.
Gränö låg länge under Smådalarö gård, men 1909 styckades ön upp i ett flertal fastigheter och såldes av. Styckningskartan innehåller också de första uppgifterna om en ångbåtsbrygga på öns västra sida. Bland de som efter styckningen köpte tomter på Gränö kan nämnas företagaren Martin Olsson (sedermera Oldmark)  och operasångaren Einar Andersson. Till Gränöarkipelagen hör även ett flertal mindre öar, med fritidshus. Hanskobben, Rävskär och Jungfruholmen ligger närmast jämte de större Kalvholmen och Ängsö.